# 派恩布拉夫 (北卡羅萊納州)
派恩布拉夫（英語：Pinebluff）是一個位於美國北卡羅萊納州穆爾縣的城鎮。

## 人口
根據2020年美國人口普查的數據，派恩布拉夫的面積為6.85平方千米，當中陸地面積為6.77平方千米，而水域面積為0.07平方千米。當地共有人口1473人，而人口密度為每平方千米215人。